# Río Otava

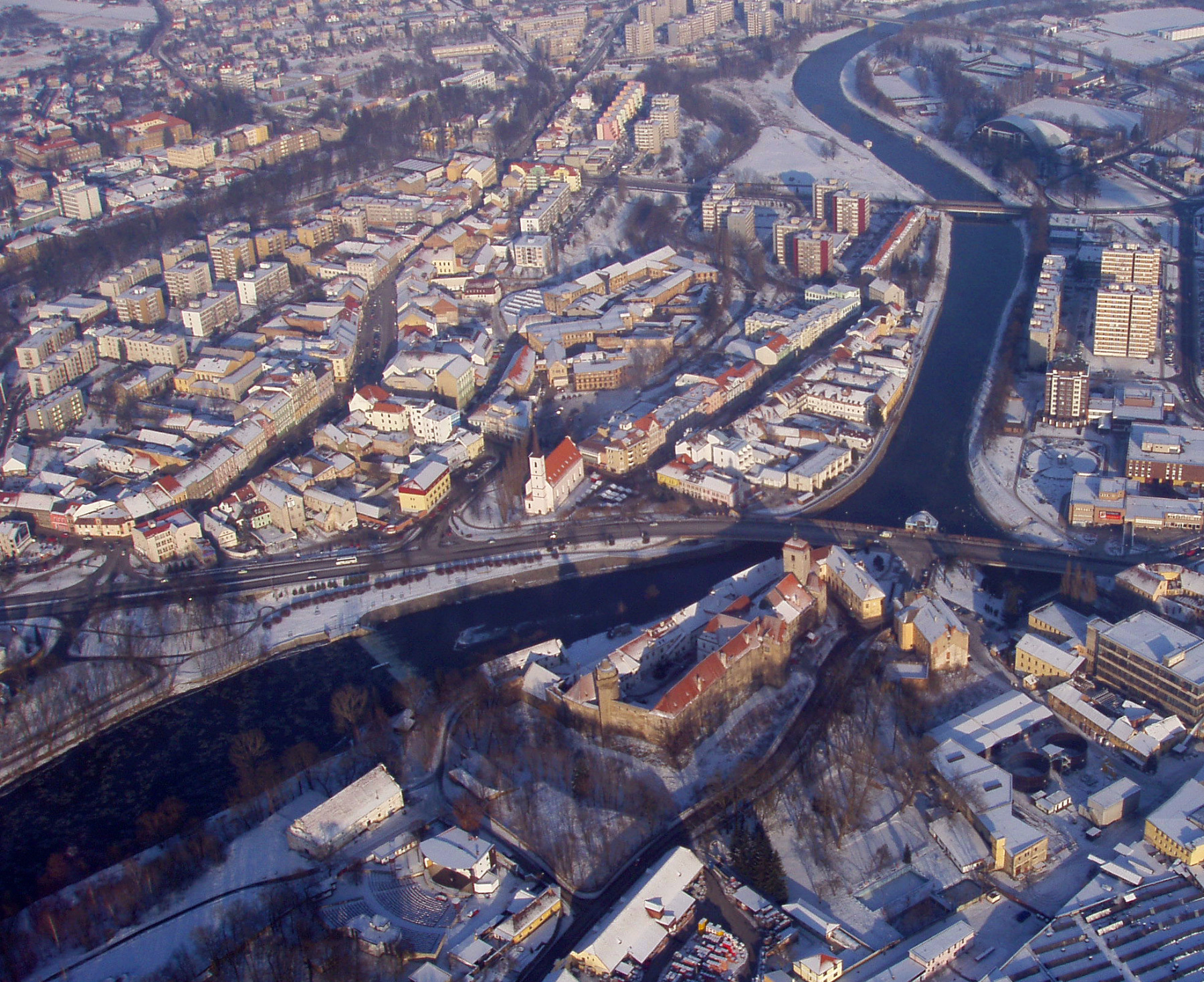
Confluencia del Otava y el Volyňka en Strakonice.

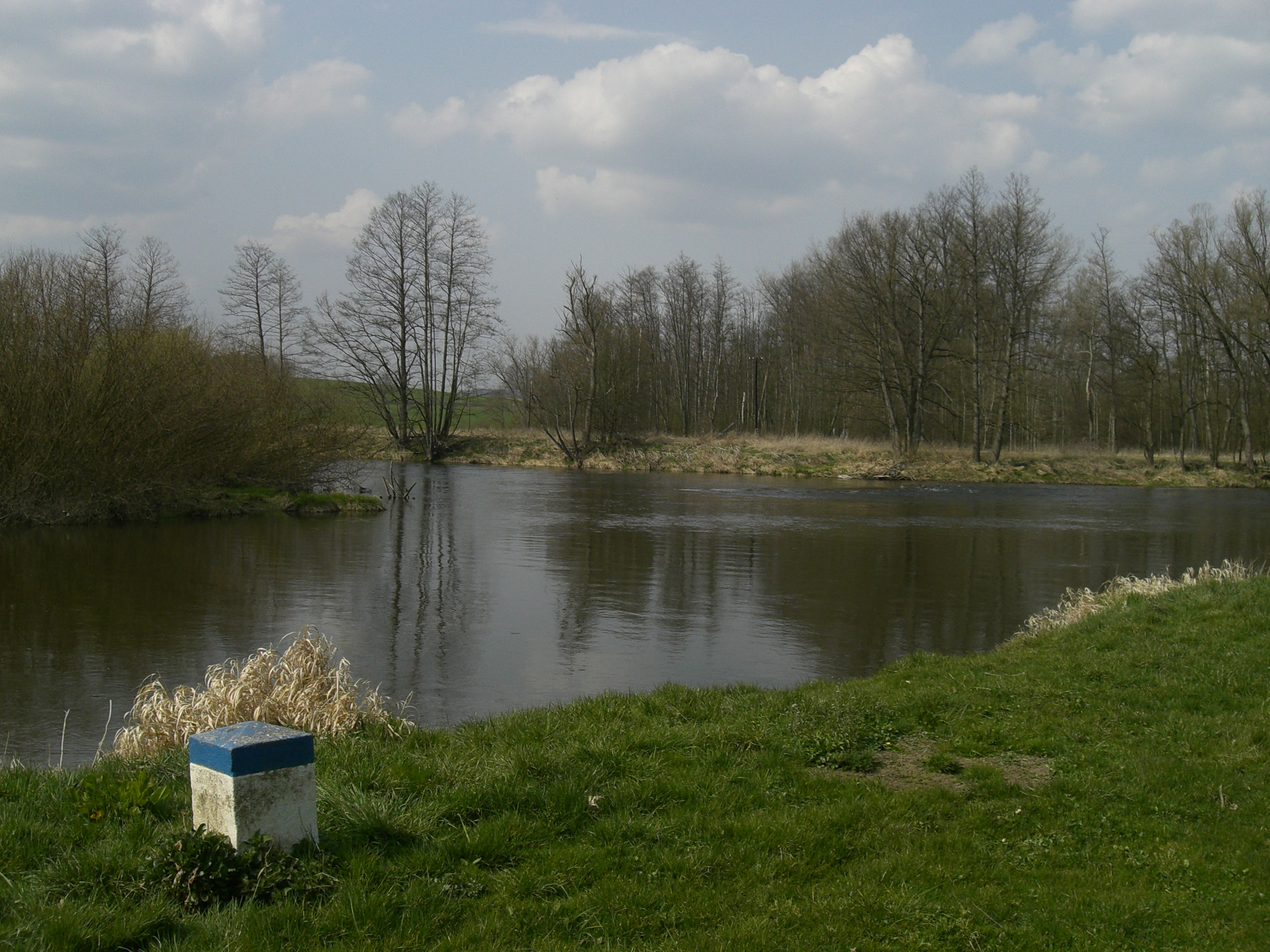
El confluente de Otava y Blanice.

El río Otava es un corto río de la República Checa, un afluente del río Moldava que corre por la región de Bohemia Meridional. Pertenece a la cuenca hdrográfica del río Elba y tiene una longitud de 113 km y drena una cuenca de 3788,2 km².

## Características del río y del región que atraviesa
El río Otava se forma en la confluencia de los ríos Vydra y Křemelná en Šumava, cerca de Čeňkova pila. El río pasa por las ciudades de Sušice, Horažďovice, Strakonice, Písek y en él embocan los ríos Lomnice y Blanice. Después, el Otava desagua en el río Vltava, aguas abajo del castillo Zvíkov. Los 19 kilómetros finales a Zvíkov son parte del embalse de Orlík. Entre Písek y Zvíkov se encuentra cinco presas, pero están en malas condiciones, así que el río no es navegable. Antes de la construcción de las presas el río era navegable y hubo una línea de vapores de Písek a Zvíkov. De Sušice a Písek el río pase a través de una región muy llana donde amenaza el peligro de inundaciones; desde Písek al norte el río discurre por un valle hondo.

## Significación del Otava
El puente más viejo de la República Checa atraviesa el río Otava. Se encuentra en Písek y data del siglo XIV. El río Otava fue muy conocido como un río del oro, ya que el oro se lavó en sus orillas, también balsas navegaron y hubo la navegación de madera en el siglo XVIII y XIX. 
En los aňos 1954 y 2002 hubo inundaciones muy graves, que casi destruyeron este histórico puente.

## Afluentes
Los principales afluentes son: 
- por la margen derecha, los ríos Volyňka y Blanice;
- por la margen izquierda, los ríos Ostružná y Lomnice.

## Reconocimientos
Un asteroide, (4405) Otava, descubierto en 1987 por el astrónomo Z. Vavrova fue nombrado en honor del río.